# DT Гончих Псов
DT Гончих Псов (лат. DT Canum Venaticorum), HD 111604 — одиночная переменная звезда в созвездии Гончих Псов на расстоянии приблизительно 365 световых лет (около 112 парсек) от Солнца. Звёздная величина диапазона B звезды — от +6,07m до +6,04m. Возраст звезды определён как около 857 млн лет.
Открыта Дэвидом Алланом Болендером и др. в 1996 году**.

## Характеристики
DT Гончих Псов — белая пульсирующая переменная звезда типа Дельты Щита (DSCTC) спектрального класса kA1,5hA8mA1, или A2, или A3V, или A5VplB, или A5Vp, или A5V. Масса — около 2,387 солнечной, радиус — около 3,735 солнечного, светимость — около 42,329 солнечной. Эффективная температура — около 10707 K.

## Планетная система
В 2019 году учёными, анализирующими данные проектов Hipparcos и Gaia, у звезды обнаружена планета HIP 62641 b.